# Desmodrómico

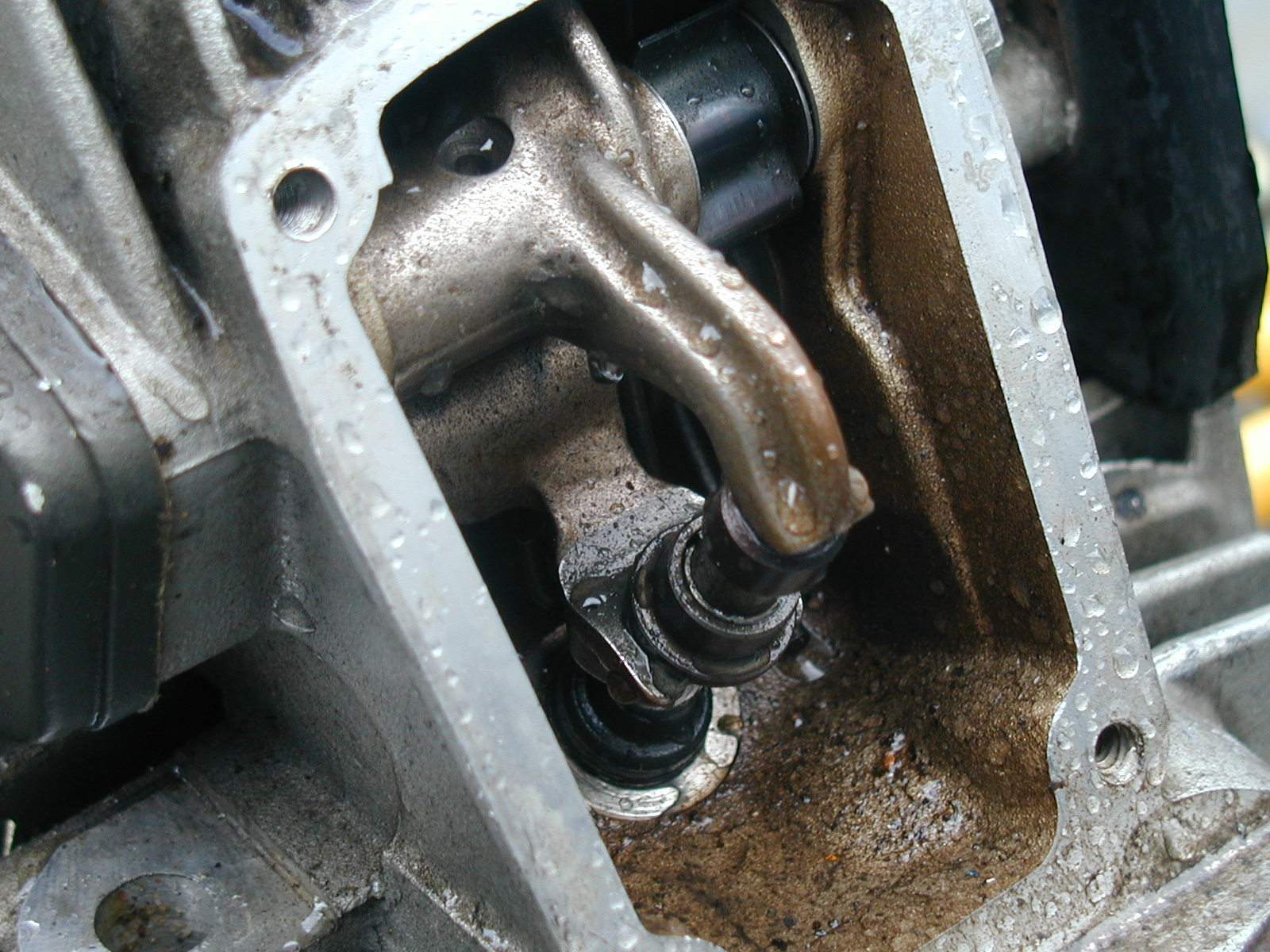
Válvula con mando desmodrómico en un motor Ducati.

El sistema o mando desmodrómico es un sistema de distribución del tren de válvulas utilizado en motores de combustión interna de ciclo Otto (cuatro tiempos) caracterizado por el accionamiento de las válvulas tanto en su recorrido de apertura como de cierre, mediante dos perfiles de leva, uno para la apertura de la válvula y el otro (de perfil contrario) para el cierre de la misma; de esta manera se evita el uso del resorte.

## Aplicaciones
El único sistema de mando de válvulas desmodrómico, o DESMO, actualmente en uso es el del fabricante de motocicletas Ducati. Pero otros diseños desmodrómicos han sido utilizados en décadas pasadas por algunos otros fabricantes de motores y automóviles, especialmente por Mercedes en sus modelos de competición bautizados como "Flechas de Plata". Wifredo Ricart patentó en 1925 un mecanismo similar, FR590149. 
En los tiempos actuales, los motores de Fórmula 1 utilizan una variante del sistema desmodrómico, en el cual el cierre de las válvulas se logra mediante un mecanismo neumático: El vástago de la válvula está provisto de un pequeño pistón, el cual a su vez está introducido en un cilindro situado en el lugar que ocuparía el resorte. Una bomba especialmente diseñada bombea un fluido (aire + aceite o un fluido especial) que mantiene una presión suficiente para cerrar la válvula. Una pequeña válvula de presión colocada en este cilindro, mantiene la presión adecuada y permite la recirculación del fluido para los ciclos subsiguientes.  
El sistema Ducati monta el árbol de levas desplazado desde el eje de los vástagos de las válvulas y acciona la apertura de estas utilizando dos perfiles de leva, uno para la apertura mediante un dedo o balancín el cual es empujado por la leva por un extremo al tiempo que por el otro, impulsa el vástago de la válvula hacia abajo. El otro perfil de leva, contrario al de apertura, acciona un segundo balancín que haciendo el efecto contrario, levanta el vástago de la válvula para cerrarla. Evitando por un lado la flotación del muelle a altas revoluciones y logrando un buen sellado de las válvulas. Y por otro lado la ausencia del resorte que aumenta la fricción del motor. 

## Ventajas
La principal ventaja del sistema desmodrómico es que hace virtualmente imposible el fenómeno conocido como flotado de válvula que se da a veces en regímenes altos de funcionamiento del motor. La flotación de las válvulas sucede cuando el resorte no puede recuperarse a tiempo del empuje de la leva, siendo "golpeado" nuevamente por esta antes de cerrar completamente la válvula sobre su asiento. En ese caso, la válvula permanece "flotando" y no llega a cerrarse, por lo que el motor pierde todo su rendimiento. De no haber una recuperación bajando las RPM, se corre el riesgo de doblar los vástagos de las válvulas o romperlas al golpear estas la cabeza del pistón.
Otra ventaja de este sistema de distribución es que disminuye el trabajo del motor en la apertura de las válvulas, ya que no tiene que vencer el muelle para abrir la válvula, con lo que en términos reales consigue un aumento de potencia del motor por lo que se usa sobre todo en motores de competición